# Наседкин, Виктор Григорьевич
Виктор Григорьевич Наседкин (27 декабря 1904 года (9 января 1905), Херсон—19 апреля 1950, Москва) — советский сотрудник органов госбезопасности СССР, генерал-лейтенант (1945), начальник ГУЛАГ НКВД МВД (1941—1947).

## Биография
Родился в 1905 году, в семье учителя, в Херсоне. В 1920 году вступил в ряды Рабоче-крестьянской Красной армии (РККА).
С 1921 года работал в различных отделах ВЧК—ГПУ—ОГПУ.
С 1935 года работал помощником начальника Транспортного отдела (6-й отдел) Главное управление государственной безопасности НКВД СССР.
С 1937 года являлся членом ВКП(б).
С 1939 года заместитель начальника Главного экономического управления НКВД СССР.
C 26 февраля 1941 года по 2 сентября 1947 года был начальником ГУЛАГа НКВД СССР. В период Великой Отечественной войны под его руководством была вся система трудовых лагерей.
16 февраля 1948 года был уволен в запас.
Умер 19 апреля 1950. Похоронен на новом Донском кладбище.

## Звания
- старший лейтенант государственной безопасности 14.12.1935;
- капитан ГБ 25.02.1939;
- старший майор ГБ 14.03.1940;
- комиссар ГБ 14.02.1943;
- комиссар ГБ 3 ранга 14.12.1943;
- генерал-лейтенант 09.07.1945[2][5].

## Награды
- орден Красной Звезды 23.07.1937;
- орден «Знак Почета» 26.04.1940;
- орден Трудового Красного Знамени 21.02.1942[7];
- орден Красного Знамени 20.09.1943;
- орден Красного Знамени 03.11.1944;
- орден Красного Знамени 29.12.1944;
- орден Отечественной войны 1 степени 16.09.1945[8];
- орден Ленина 30.04.1946[4][5];
- медали.